# Chango'ndo
Chango'ndo è un ward dello Zambia, parte della Provincia Centrale e del Distretto di Kapiri Mposhi.